# Ігнатьєв Іван Анатолійович
Іва́н Анато́лійович Ігна́тьєв (нар. 28 листопада 1986, Бердянськ) — український військовослужбовець; капітан; заступник командира із тилового забезпечення полку «Азов» Національної гвардії України; учасник російсько-української війни, боїв за Маріуполь (2022); псевдо — «Ігнат».

## Життєпис
Народився 28 листопада 1986 року. Заступник командира бригади «Азов» Національної гвардії України з тилу.

### Російське вторгнення в Україну (2022)
Учасник боїв за Маріуполь 2022 року. 17 квітня 2022 року указом Президента України нагороджений орденом Богдана Хмельницького ІІІ ступеня.
Перебував у таборі з військовополоненими в Оленівці. 21 вересня 2022 року звільнений з полону.

## Військові звання
- Старший лейтенант[4]
- Капітан (2022)[7][8]
- Майор (2022)[7][8]

## Нагороди
- Орден Богдана Хмельницького III ступеня (17 квітня 2022) — за особисту мужність і самовіддані дії, виявлені у захисті державного суверенітету та територіальної цілісності України, вірність військовій присязі[4].